# Nokia 2760

Nokia 2760 este un telefon realizat de compania Nokia. Telefonul este setat disponibilă în trei culori atractive, feminine. Are E-mail și calendar încorporat vă ajută să gestionați datele și o cameră VGA cu redare video.